# Драгоевич, Оливер
Оливер Драгоевич (хорв. Oliver Dragojević; 7 декабря 1947 — 29 июля 2018) — югославский и хорватский певец, один из величайших певцов в истории Хорватии, чья карьера длилась более 40 лет. В своём музыкальном стиле сочетал мелодии далматинской клапы и мотивы джаза с современной музыкой. Один из немногих хорватских музыкантов, который давал концерты в Карнеги-холле, Альберт-холле, концертном зале «Олимпия» и Сиднейском оперном театре

## Биография
Три старшие сестры Оливера погибли во время войны. Семья бежала в лагерь беженцев Эль-Шатт вместе со многими семьями из Далмации, но вскоре вернулась в родной город Вела-Лука на острове Корчула. 7 декабря 1947 года, спустя некоторое время после возвращения семьи, в Сплите родился Оливер, а через два года — его брат Алёша. В возрасте 5 лет Оливер и Алёша получили в подарок от своего отца Марко по губной гармонике. Оливер развлекал детей на своей улице и пассажиров парома Вела-Лука — Сплит. Позже родители отправили его в музыкальную школу Сплита, где он освоил пианино, кларнет и бас-гитару.
По воспоминаниям Оливера, он предпочитал много времени проводить дома, в Вела-Луке. Зимой они собирали оливки и разводили очаг в доме, чтобы согреться, хотя в доме было холодно. В доме всегда собиралась семья: родители, брат, двоюродные братья и сёстры и тётки. В 1961 году Оливер дебютировал на Сплитском детском фестивале с песней «Baloni». На конкурсе певцов-любителей он выступил с группой «Batali» из Сплита, где его команда завоевала первый приз за кавер на песню «Yesterday». В 1972 году он отправился за границу, где выступал в клубах Германии, Швеции и Мексики и запомнился сотрудничеством с ВИА «Дубровачки трубадури». В 1974 году он начал сольную карьеру на Сплитском фестивале, где одержал победу с песней «Ča će mi Copacabana».
В 1974 году Оливер женился на девушке по имени Весна. В 1975 году у него родился сын Дино, а в том же году Оливер вместе с композитором Зденко Руньичем записал песню «Galeb i ja», которая стала хитом в Югославии и сделала Оливера национальной звездой. Руньич за время своего сотрудничества с Драгоевичем написал вместе с ним более 200 песен, среди которых выделяются хиты «Romanca», «Oprosti mi, pape» и «Stari morski vuk», и в 1975—1980 годах их дуэт был одним из самых популярных в Югославии. Помогал им поэт Якша Фиаменго, автор текстов таких песен Драгоевича, как «Nadalina», «Piva klapa ispod volta», «Karoca», «Ništa nova», «Infiša san u te» и «Ostavljam te samu». В 1978 году Оливер снова стал отцом: у него родились близнецы Дамир и Давор. Всего за свою музыкальную карьеру Оливер Драгоевич 21 раз удостаивался музыкальной премии «Порин».
В августе 2017 года у Драгоевича диагностировали рак лёгкого. В июне 2018 года его госпитализировали в Сплите из-за начавшихся проблем с дыхательной системой. 29 июля певца не стало. 31 июля 2018 года было объявлено Правительством Хорватии днём национального траура. Похоронен был певец 1 августа 2018 года на кладбище Святого Роко в Вела-Луке.

## Дискография
- 1975: Ljubavna pjesma
- 1976: Našoj ljubavi je kraj
- 1976: Split 76
- 1977: Malinkonija
- 1978: Poeta
- 1979: Vjeruj u ljubav
- 1980: Oliver 5
- 1981: Đelozija
- 1982: Jubavi, jubavi
- 1984: Evo mene među moje
- 1985: Svoju zvizdu slidin
- 1986: Za sva vrimene
- 1987: Oliver
- 1987: Pionirsko kolo
- 1988: Svirajte noćas za moju dušu
- 1989: Oliver u HNK
- 1990: Jedina
- 1992: Teško mi je putovati
- 1994: Neka nova svitanja
- 1994: Sve najbolje
- 1995: Vrime
- 1996: Oliver u Lisinskom
- 1997: Duša mi je more
- 1998: Štorija 1
- 1998: Štorija 2
- 1998: Štorija 3
- 1998: Štorija 4
- 1998: Štorija 5
- 2000: Dvi, tri riči
- 2001: Oliver u Areni
- 2002: Trag u beskraju
- 2003: Vjeruj u ljubav 2003
- 2005: Vridilo je
- 2006: The Platinum Collection
- 2006: Oliver à l'Olympia
- 2007: Kozmički dalmatinac
- 2010: Samo da je tu
- 2013: Tišina Mora